# NGC 6556
NGC 6556 est un groupe d'étoiles situé dans la constellation du Sagittaire,. L'astronome britannique John Herschel a enregistré la position de ce groupe le 15 juillet 1836.
La base de données HyperLeda considèrent NGC 6556 comme un amas ouvert d'étoiles, mais on ne retrouve aucune information sur le site WEBDA consacré aux amas ouverts. La base de données NASA/IPAC considère NGC 6556 comme une association stellaire.